# 北田辺 (大阪市)
北田辺（きたたなべ）は、大阪府大阪市東住吉区にある町名。現行行政地名は北田辺一丁目から北田辺六丁目。

## 地理
東住吉区の北西部に位置し、東に駒川、北東に桑津、南に田辺、南西に山坂、西に阿倍野区文の里と桃ヶ池町、北に阿倍野区美章園と接している。

## 歴史
1980年（昭和55年）、大阪市東住吉区大塚町と田辺東ノ町1 - 8丁目・駒川町1 - 8丁目・桑津町1 - 8丁目・田辺本町1 - 8丁目・田辺西ノ町1 - 8丁目の各一部より成立。

## 世帯数と人口
2024年（令和6年）9月30日現在の世帯数と人口は以下の通りである。
| 丁目         | 世帯数    | 人口    |
| ------------ | --------- | ------- |
| 北田辺一丁目 | 607世帯   | 1,052人 |
| 北田辺二丁目 | 527世帯   | 917人   |
| 北田辺三丁目 | 568世帯   | 1,181人 |
| 北田辺四丁目 | 1,297世帯 | 2,368人 |
| 北田辺五丁目 | 747世帯   | 1,232人 |
| 北田辺六丁目 | 1,130世帯 | 2,203人 |
| 計           | 4,876世帯 | 8,953人 |

### 人口の変遷
国勢調査による人口の推移。
| 1995年（平成7年）  | 8,974人 | [ 6 ]  |  |
| 2000年（平成12年） | 8,747人 | [ 7 ]  |  |
| 2005年（平成17年） | 8,560人 | [ 8 ]  |  |
| 2010年（平成22年） | 8,719人 | [ 9 ]  |  |
| 2015年（平成27年） | 8,502人 | [ 10 ] |  |
| 2020年（令和2年）  | 8,676人 | [ 11 ] |  |

### 世帯数の変遷
国勢調査による世帯数の推移。
| 1995年（平成7年）  | 3,804世帯 | [ 6 ]  |  |
| 2000年（平成12年） | 3,762世帯 | [ 7 ]  |  |
| 2005年（平成17年） | 3,888世帯 | [ 8 ]  |  |
| 2010年（平成22年） | 4,078世帯 | [ 9 ]  |  |
| 2015年（平成27年） | 3,792世帯 | [ 10 ] |  |
| 2020年（令和2年）  | 4,185世帯 | [ 11 ] |  |

## 学区
市立小・中学校に通う場合、学区は以下の通りとなる。なお、小学校・中学校入学時に学校選択制度を導入しており、通学区域以外に東住吉区の小学校・中学校から選択することも可能。
| 丁目         | 番   | 小学校               | 中学校               |
| ------------ | ---- | -------------------- | -------------------- |
| 北田辺一丁目 | 全域 | 大阪市立北田辺小学校 | 大阪市立東住吉中学校 |
| 北田辺二丁目 | 全域 | 大阪市立北田辺小学校 | 大阪市立東住吉中学校 |
| 北田辺三丁目 | 全域 | 大阪市立北田辺小学校 | 大阪市立東住吉中学校 |
| 北田辺四丁目 | 全域 | 大阪市立北田辺小学校 | 大阪市立東住吉中学校 |
| 北田辺五丁目 | 全域 | 大阪市立北田辺小学校 | 大阪市立東住吉中学校 |
| 北田辺六丁目 | 全域 | 大阪市立北田辺小学校 | 大阪市立東住吉中学校 |

## 事業所
2021年（令和3年）現在の経済センサス調査による事業所数と従業員数は以下の通りである。
| 丁目         | 事業所数  | 従業員数 |
| ------------ | --------- | -------- |
| 北田辺一丁目 | 43事業所  | 264人    |
| 北田辺二丁目 | 25事業所  | 120人    |
| 北田辺三丁目 | 27事業所  | 149人    |
| 北田辺四丁目 | 106事業所 | 444人    |
| 北田辺五丁目 | 14事業所  | 51人     |
| 北田辺六丁目 | 62事業所  | 229人    |
| 計           | 277事業所 | 1,257人  |

## 交通

### 鉄道
- 近畿日本鉄道
  - 南大阪線 北田辺駅

### バス
2020年4月現在
- 大阪シティバス[15]
  - 6号系統：美章園 - 北田辺二丁目

### 道路
- 大阪府道26号大阪狭山線
- 松虫通

## 施設
- 大阪市立北田辺小学校
- 中央学園専門学校
- 東住吉警察署 北田辺交番
- 大阪市消防局 東住吉消防署 北田辺出張所
- 東住吉北田辺郵便局
- 三井住友銀行 美章園支店
- 白雲寺
- 西元寺
- 北田辺公園
- 北田辺中公園
- 北田辺4公園

## その他

### 日本郵便
- 〒546-0044[3]（集配局：東住吉郵便局[16]）